# Mitchell Highway
A Mitchell Highway é uma rodovia estadual localizada nas regiões central e sudoeste do estado de Queensland e nas regiões norte e oeste de Nova Gales do Sul, na Austrália. A parte sul da Mitchell Highway faz parte do corredor National Highway A32, que se estende de Sydney a Adelaide via Dubbo e Broken Hill. A Highway Mitchell também faz parte da rota mais curta entre Sydney e Darwin, via Bourke e Mount Isa, tornando-a uma importante ligação rodoviária para o transporte de passageiros e mercadorias para as regiões de Nova Gales do Sul e Queensland.